# Good Morning, Babylon
Good Morning, Babylon (Italiaans: Good morning Babilonia) is een Italiaanse dramafilm uit 1987 onder regie van de gebroeders Paolo en Vittorio Taviani.

## Verhaal
Rond de vorige eeuwwisseling besluiten Nicola en Andrea Bonnana naar de Verenigde Staten te emigreren. Na veel omzwervingen in Amerika komen ze uiteindelijk in Hollywood terecht. Daar gaan ze aan de slag als decorontwerpers voor de spektakelfilm Intolerance (1916) van filmpionier D.W. Griffith. Ze trouwen allebei met bloedmooie actrices, maar wanneer de Eerste Wereldoorlog uitbreekt, staan de broers tegenover elkaar aan het front.

## Rolverdeling
| Acteur              | Personage       |
| ------------------- | --------------- |
| Vincent Spano       | Nicola Bonnano  |
| Joaquim de Almeida  | Andrea Bonnano  |
| Greta Scacchi       | Edna Bonnano    |
| Désirée Nosbusch    | Mabel Bonnano   |
| Omero Antonutti     | Vader Bonnano   |
| Bérangère Bonvoisin | Mrs. Griffith   |
| David Brandon       | Grass           |
| Brian Freilino      | Thompson        |
| Margarita Lozano    | De Venetiaan    |
| Massimo Venturiello | Duccio Bonnano  |
| Andrea Prodan       | Ierse cameraman |
| Charles Dance       | D.W. Griffith   |